# Річард Гуд
Річард Ґуд (англ. Richard Goode; 1 червня 1943, Нью-Йорк) — американський піаніст. 

## Життєпис
Вчився у Ельвіри Сігеті, Клода Франка та Наді Рейзенберг в Маннес-коледжі, потім у Рудольфа Серкіна та Мечислава Хоршовського в Кертісовському інституті. В 1973 р. виграв Міжнародний конкурс піаністів імені Клари Хаскіл, в 1980 р. став лауреатом Премії Евері Фішера. В 1983 р. завоював премію «Греммі» за найкращий запис камерної музики (сонати Йоганнеса Брамса для кларнета та фортепіано, разом з кларнетистом Річардом Штольцманом). Серед інших видатних музикантів, з якими Гуд грав в ансамблі, — зокрема, співачка Дон Апшоу та скрипаль Саша Шнайдер. 
Основу репертуару Річарда Гуда складають твори Баха, Моцарта, Шуберта, Шумана, Брамса; особливим визнанням користувалися його записи сонат  Людвіга ван Бетховена. 
З 1966 року Гуд викладає в Маннес-коледжі. Він також є одним з художніх керівників музичної школи Марлборо. 